# José Antonio de Chaves Osorio
José Antonio de Chaves Osorio (Ciudad Rodrigo, c. 1673 - 22 de febrero de 1749) fue un militar español. Luchó a las órdenes de los generales Berwick y D'Asfeld en la batalla de Almansa y en la posterior conquista del Reino de Valencia, siendo el ejecutor material del incendio de Játiva en 1707 por orden de Felipe V.

## Biografía
Inició su carrera militar en 1689. En la Guerra de Sucesión participó en la batalla de Almansa (25 de abril de 1707). Chaves, mencionado en los documentos de la época como "brigadier Chaves", era quien comandaba las tropas españolas de la columna de D'Asfeld, una de las dos en que se dividió el ejército borbónico tras la batalla de Almansa. La otra columna era la francesa.  Chaves fue uno de los protagonistas del asedio de Játiva, con el asalto y posterior saqueo de la ciudad, dirigido por el propio D'Asfeld en 1707.
Una vez se tomó la decisión de quemar Játiva, fueron Chaves y sus soldados los encargados de ejecutar la orden.  En 1711 fue destinado a Sicilia y promovido a mariscal de campo. En 1715 fue nombrado Gobernador político y militar de Alicante. Por sus servicios, Chaves fue nombrado también corregidor de Alcoy . Más tarde, entre 1718 y 1719, fue Capitán general de Canarias y en 1721 lo nombraron Teniente coronel. El 8 de marzo de 1722 se le nombró comandante general interino del Reino de Mallorca, a la espera de que el titular, Patrick Lawles, pudiera hacerse cargo. Estuvo en la isla hasta mayo de 1726. En 1743 fue Capitán general de los Reales Ejércitos.  Murió en Madrid en 1749.